# Danny Woodburn
Daniel Charles Woodburn, detto Danny (Filadelfia, 26 luglio 1964), è un attore statunitense, affetto da nanismo.

## Biografia
Woodburn è alto 1,22 m. È noto per aver lavorato soprattutto come attore televisivo. È sposato con Amy Buchwald.

## Filmografia

### Cinema
- Una promessa è una promessa (Jingle All the Way), regia di Brian Levant (1996)
- Le cose che so di lei (Things You Can Tell Just by Looking at Her), regia di Rodrigo García (2000)
- Eliminate Smoochy (Death to Smoochy), regia di Danny DeVito (2002)
- Impiegato del mese (Employee of the Month), regia di Greg Coolidge (2006)
- Supercuccioli a Natale - Alla ricerca di Zampa Natale (Santa Buddies), regia di Robert Vince (2009)
- Zampa e la magia del Natale (The Search for Santa Paws), regia di Robert Vince (2010)
- Watchmen, regia di Zack Snyder (2009)
- Biancaneve (Mirror Mirror), regia di Tarsem Singh (2012)
- Bad Ass, regia di Craig Moss (2012)
- 30 Nights of Paranormal Activity with the Devil Inside the Girl with the Dragon Tattoo, regia di Craig Moss (2013)
- Tartarughe Ninja (Teenage Mutant Ninja Turtles), regia di Jonathan Liebesman (2014)
- The Identical, regia di Dustin Marcellino (2014)
- Dead Ant, regia di Ron Carlson (2017)

### Televisione
- La signora in giallo (Murder, She Wrote) – serie TV, episodi 9x10-10x05 (1993)
- Seinfeld – serie TV, 7 episodi (1994-1998)
- Baywatch – serie TV, episodi 5x11-5x12-9x10 (1994-1998)
- Lois & Clark - Le nuove avventure di Superman (Lois & Clark: The New Adventures of Superman) – serie TV, episodio 2x17 (1995)
- Tracey Takes On... – serie TV, 7 episodi (1996-1997)
- Conan – serie TV, 22 episodi (1997-1998)
- Jarod il camaleonte (The Pretender) – serie TV, episodio 2x16 (1998)
- Due poliziotti a Palm Beach (Silk Stalkings) – serie TV, episodio 8x03 (1998)
- Beverly Hills 90210 – serie TV, episodio 9x19 (1999)
- L'atelier di Veronica (Veronica's Closet) – serie TV, episodio 3x10 (2000)
- Providence – serie TV, episodio 3x08 (2000)
- Becker – serie TV, episodi 3x22-4x17 (2001-2002)
- Special Unit 2 – serie TV, 19 episodi (2001-2002)
- Angel – serie TV, episodio 4x19 (2002)
- Philly – serie TV, episodio 1x20 (2002)
- She Spies – serie TV, episodio 1x19 (2002)
- Streghe (Charmed) – serie TV, episodi 5x03-5x22-6x08 (2002-2003)
- CSI - Scena del crimine (CSI: Crime Scene Investigation) – serie TV, episodio 3x04 (2002)
- The District – serie TV, episodio 3x10 (2002)
- Hope & Faith – serie TV, episodio 1x11 (2003)
- 8 semplici regole (8 Simple Rules) – serie TV, episodio 3x20 (2005)
- One Tree Hill – serie TV, episodio 3x09 (2005)
- Zack e Cody al Grand Hotel (The Suite Life of Zack and Cody) – serie TV, episodio 1x26 (2006)
- Bones – serie TV, episodi 2x06-8x18-10x06 (2006-2013-2014)
- Detective Monk (Monk) – serie TV, episodio 5x13 (2007)
- Passions – serial TV, 26 puntate (2007-2008)
- Cory alla Casa Bianca (Cory in the House) – serie TV, episodio 2x05 (2008)
- Men in Trees - Segnali d'amore (Men in Trees) – serie TV, episodio 2x12 (2008)
- iCarly – serie TV, episodio 2x09 (2008)
- Crash & Bernstein – serie TV, 12 episodi (2012-2014)
- Melissa & Joey – serie TV, episodio 4x21 (2015)
- Nicky, Ricky, Dicky & Dawn – serie TV, episodi 2x11-2x12 (2015)
- Lavalantula, regia di Mike Mendez – film TV (2015)
- Bizaardvark – serie TV, episodio 1x09 (2016)
- Jane the Virgin – serie TV, episodio 3x13 (2017)
- Beautiful - soap opera (2017-2018)

## Doppiatori italiani
Nelle versioni in italiano delle opere in cui ha recitato, Danny Woodburn è stato doppiato da:
- Fabrizio Vidale in Supercuccioli a Natale - Alla ricerca di Zampa Natale[1], Zampa e la magia del Natale[2], Zampa 2 - I cuccioli di Natale
- Luca Dal Fabbro in One Tree Hill, Station 19
- Roberto Stocchi in Eliminate Smoochy, Detective Monk
- Fabio Boccanera in Una promessa è una promessa
- Edoardo Nevola in Jarod il camaleonte
- Teo Bellia in Special Unit 2
- Nino D'Agata in Streghe
- Emidio La Vella in CSI - Scena del crimine
- Fabrizio Russotto in Impiegato del mese
- Diego Sabre in iCarly
- Gaetano Varcasia in Watchmen
- Marco Mete in Crash & Bernstein
- Simone Mori in Biancaneve
- Diego Reggente in Bones (ep. 8x18, 10x06)
- Massimo Lopez in Tartarughe Ninja
- Enrico Di Troia in Lavalantula
- Giuliano Santi in Beautiful